# 市川春子
市川春子（日语：市川 春子，1980年—），日本漫畫家。女性。出身於千葉縣。居住於北海道札幌市。北海道教育大學美術系畢業。

## 經歷
從小經常玩電腦遊戲，漫畫大多是從朋友那裡借來的。小學時期喜歡搞笑漫畫《高校！奇面組》和《傳說100%的這傢伙》，中學時期看了萩尾望都的作品，高中時期被《風之谷》和《AKIRA》震撼。大學進學時舉家搬到北海道居住。畢業之後在設計公司當編輯設計師。直到有一次想到：「我想做所有的事情，從策劃、編輯、佈局，所有的一切，我都全力以赴，融入我所有的想法」，認為漫畫可以做到這一點，因此開始製作漫畫。
2006年，以《虫與歌》獲得Afternoon四季獎2006年夏季四季大獎，在《月刊Afternoon》（講談社）首次亮相，從此，雜誌便成為她發表作品的主要媒介。《虫與歌》是她正式的第一部作品，如果不被認可，就要放棄當漫畫家。出道後，一直連續發表短篇，之後以書本形式分別收錄於2009年的《虫與歌 市川春子作品集》和2011年的出版。
2010年憑藉《虫與歌》獲得第14屆手塚治虫文化獎新生獎。
2012年，根據迄今為止尚未完成上色和想法等草稿作為原型，開始連載自身的第一部長篇漫畫《寶石之國》。電視動畫於2017年10月開始播出。

## 人物
- 其作品都是由她自己裝幀。
- 2014年接受採訪時，提到畫漫畫「色調」很重要，「妄想成形」是一種享受[2]。
- 在同一次採訪中，影響她的漫畫家是高野文子、杉浦日向子。對作品美學的要求則是學習澀澤龍彥的作品。此外喜歡的電影有《星際大戰》和《機器戰警》，以及艾德格·萊特執導作品[5]。橫山裕一（日语：横山裕一 (漫画家)）是她關注的漫畫家[5]。
- 與插畫家mebae、動畫師宇木敦哉（日语：宇木敦哉）都來自同一間大學研究所。

## 作品列表
- 虫與歌（2006年，《月刊Afternoon》，講談社）－Afternoon四季獎（日语：アフタヌーン四季賞）2006夏季四季大獎得獎作品。並於同一雜誌附錄的「四季獎PORTABLE Vol.3 2006夏」收錄。
- 星之戀人（2007年，《月刊Afternoon》）－2007年12月號發表。短篇。
- 紫外線（2008年，《月刊Afternoon》）－2008年7月號發表。短篇。
- 日下兄妹（2009年，《月刊Afternoon》）－2009年12月號發表。短篇。
- 潘朵拉之上（2009年，《月刊Afternoon》）－2010年1月號發表。短篇。
- 25點的休假（2010年，《月刊Afternoon》）－2010年9月號、10月號發表。前後篇。
- 月之葬禮（2011年，《月刊Afternoon》）－2011年10月號發表。短篇。
- 三枝老師（2011年，《月刊Afternoon》）－2011年11月號發表。短篇。
- 寶石之國（2012年－，《月刊Afternoon》） －從2012年12月號開始連載。
- （2016年，《手塚治虫文化獎20週年紀念MOOK》，朝日新聞出版）－手塚治虫《緞帶騎士》致敬作品。短篇。
- TOKYO20202 GOURMET/SPOT/HOTEL（2021年，漫畫展）－短篇。全彩色。（小學館）收錄。

## 出版書籍

### 單行本
- 《虫與歌 市川春子作品集》 講談社〈Afternoon KC〉
  - 2009年11月20日初版發行 ISBN 978-4-06-310617-6
    - 收錄作品：星之戀人／紫外線／日下兄妹／虫與歌／秘密
    - 自主裝幀漫畫。「秘密」是全新收錄的短篇作品。
    - 「日下兄妹」於年刊日本SF傑作選（日语：年刊日本SF傑作選）2009年度版「量子回廊」收錄。

  - 陆版 2023年 新经典文化（出品）上海三联书店（出版） ISBN 978-7-5426-8044-0
-  講談社〈Afternoon KC〉
  - 2011年9月23日初版發行 ISBN 978-4-06-310780-7
    - 收錄作品：／／月之葬式
- 《寶石之國》 講談社〈Afternoon KC〉，已出版12冊（截至2022年11月22日）
  1. 2013年7月23日初版發行 ISBN 978-4-06-387906-3
  2. 2014年1月23日初版發行 ISBN 978-4-06-387950-6
  3. 2014年8月22日初版發行 ISBN 978-4-06-387992-6
  4. 2015年5月22日発行、ISBN 978-4-06-388044-1
    - 《交換卡片遊戲附錄 第4冊特裝版》 ISBN 978-4-06-362299-7

  5. 2015年11月20日初版發行 ISBN 978-4-06-388101-1
  6. 2016年9月23日初版發行 ISBN 978-4-06-388185-1
    - 《環保袋附錄 第6冊特裝版》 ISBN 978-4-06-362329-1

  7. 2017年5月23日初版發行 ISBN 978-4-06-388259-9
    - 《ILLUSTRATION BOOK附錄 第7冊特裝版》同日發行 ISBN 978-4-06-362365-9

  8. 2017年11月22日初版發行 ISBN 978-4-06-510363-0
  9. 2018年10月23日初版發行 ISBN 978-4-06-513101-5
    - 《第9冊特裝版》同日發行 ISBN 978-4-06-513102-2

  10. 2019年8月23日初版發行 ISBN 978-4-06-516738-0
    - 《第10冊特裝版》同日發行 ISBN 978-4-06-516739-7

  11. 2020年7月20日初版發行 ISBN 978-4-06-520224-1
    - 《第11冊特裝版》同日發行 ISBN 978-4-06-520223-4
- 《三枝老師》講談社〈Afternoon KC〉
  - 2022年10月21日初版発行

### 畫冊
-  講談社（2017年11月 ISBN 978-4-06-510646-4）

### 裝幀
- 西崎憲（日语：西崎憲）《蕃東國年代記》 新潮社（2010年12月 ISBN 978-4-10-457202-1）
- 海貓澤甜瓜（日语：海猫沢めろん） 講談社（2011年2月 ISBN 978-4-06-216822-9）
- 壁井有可子 文藝春秋（2011年10月 ISBN 978-4-16-380640-2）
- 圓城塔 早川文庫（日语：ハヤカワ文庫）（2012年3月 ISBN 978-4-15-031062-2）
- 初野晴 POPLAR文庫（日语：ポプラ文庫）（2013年6月 ISBN 978-4-59-113496-2）
- 《銀河鐵道之夜》（著作者 宮澤賢治，POPLAR社（日语：ポプラ社））單一場景封面設計。

## 其它
- 釣球（2012年，電視動畫）應援插圖[6]－後來，被印製成明信片收錄在完全生產限量版第1卷藍光BD[7]。
- 精靈寶可夢 太陽／月亮（2016年，遊戲）寶可夢原案[8]
- （隨筆）《群像（日语：群像）》2018年7月號
- 寶可夢 劍／盾（2019年，遊戲）的人物設定（洛茲、奧利薇）[9]

## 相關項目
- 月刊Afternoon
- Afternoon四季獎（日语：アフタヌーン四季賞）（新人獎）

## 外部連結
- AGAR （页面存档备份，存于） （日語）－市川春子的官方個人網站。
- （日語）－這本漫畫真厲害！WEB
- （日語）－這本漫畫真厲害！WEB
- （日語）－Entameweek（存於檔案館）